# Allocyclops beadlei
Allocyclops beadlei – gatunek widłonoga z rodziny Cyclopidae. Opisał go w 1956 roku szwedzki zoolog Knut Lindberg, nadając mu nazwę Bacillocyclops beadlei.